# Academia de Letras e Artes de Plácido de Castro
A Academia de Letras e Artes de Plácido de Castro, com sigla ALAPC, é uma associação literária da cidade de Plácido de Castro, localizada no estado brasileiro do Acre, tendo sido fundada em agosto de 2008.